# 哈得逊海峡

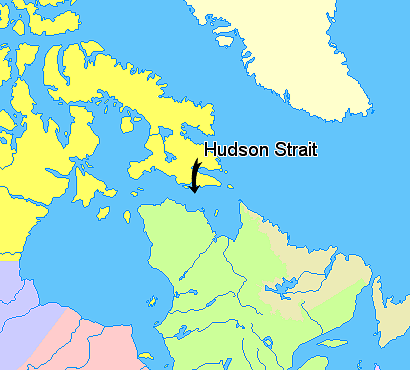
哈德逊海峡位置
努納武特
格陵蘭島
魁北克
紐芬蘭及拉布拉多
曼尼托巴省
安大略省
新斯科細亞省

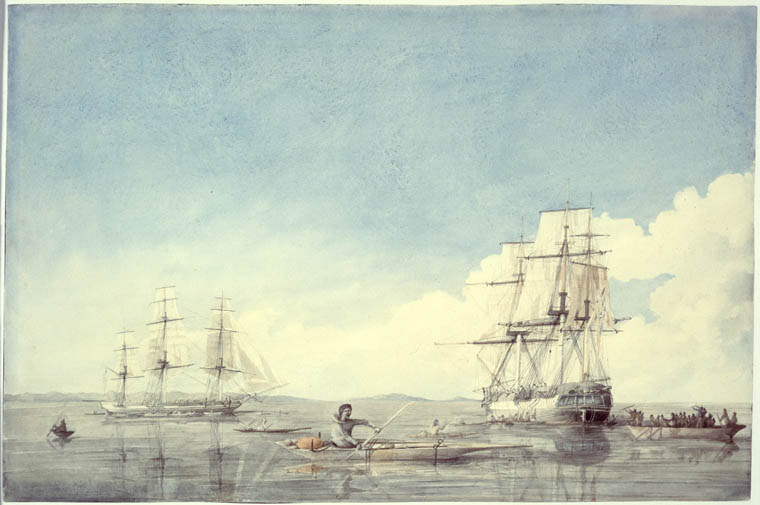
哈德逊湾公司的威尔斯亲王号、埃迪斯通號在萨维奇群岛附近与因纽特人贸易，繪於1819年

哈德逊海峡（法語：Détroit d'Hudson）位于巴芬島和努納維克間，是連結大西洋、拉布拉多海與加拿大哈得孙湾的海峡。其東口以紐芬蘭與拉布拉多省奇德利角，及巴芬島外的雷索盧申島為界。海峽全長約750公里，平均寬度約125公里，東入口最窄處約70公里，在欺瞞灣最寬可達240公里。
英國航海家马丁·弗罗比舍爵士於1578年成為首位記錄進入該海峽的歐洲人。他將入口處的潮湧命名為「狂暴跌流」（Furious Overfall），並將整條海峽稱作「誤入海峽」（Mistaken Strait），因為他認為這裡作為西北航道入口的潛力不如後來被命名為弗羅比舍灣的水域。探險家约翰·戴维斯也曾在1587年駛過該海峽的入口。而第一位真正探索該海峽的歐洲人是喬治·韋茅斯，他於1602年駛入海峽，航程300海里（560公里），遠越狂暴跌流。

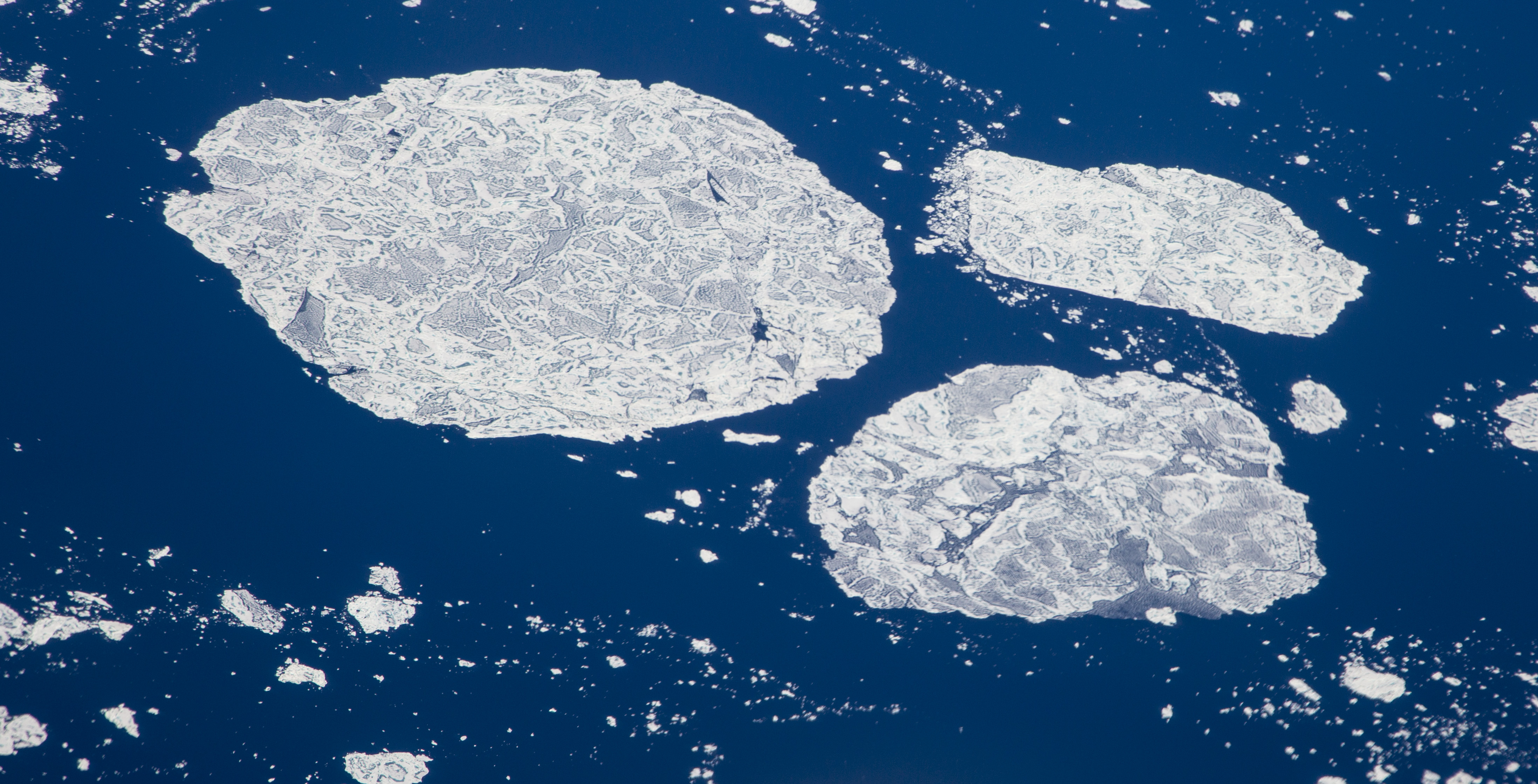
哈得逊海峡的浮冰，攝於2014年6月底

該海峽因航海家亨利·哈德遜於1610年乘發現號探索而得名，這艘船曾在1602年由韋茅斯使用。哈德遜之後，1612年托馬斯·巴頓也到訪，1616年羅伯特·拜洛特與威廉·巴芬則帶領探險隊進行更為詳細的測繪。
哈德遜海峽連接曼尼托巴省與安大略省北部的海港與大西洋，如果不是因為巴芬島西南方的弗里和赫克拉海峽常年結冰，哈德遜海峽本可作為西北航道的東入口。

## 範圍
國際海道測量組織对哈德遜海峽的範圍定義如下：
西界：從努武克角（Nuvuk Point，62°21′N 78°06′W）至萊森角（Leyson Point），再沿南安普敦岛東岸至其最東端的海馬角（Seahorse Point），再連線至巴芬島的勞埃德角（64°25′N 78°07′W）。
北界：巴芬島南岸，介於勞埃德角與東懸崖（East Bluff）之間。
東界：從巴芬島東南端的東懸崖（61°53′N 65°57′W）至下薩維奇群島西端的子午點角（Point Meridian），沿海岸至西南端，再跨線至雷索盧申島西端，沿該島西南岸至其南端的哈頓岬，再連線至拉布拉多的奇德利角（60°24′N 64°26′W）。
南界：介於奇德利角與努武克角之間的加拿大本土海岸。

## 書籍
- Allard, Michel, Baolai Wang, and Jean A Pilon. 1995. "Recent Cooling Along the Southern Shore of Hudson Strait, Quebec, Canada, Documented from Permafrost Temperature Measurements". Arctic and Alpine Research. 27, no. 2: 157.
- Andrews, J. T., and D. C. Barber1. 2002. "Dansgaard-Oeschger Events: Is There a Signal Off the Hudson Strait Ice Stream?" Quaternary Science Reviews. 21, no. 1-3: 443–454.
- Barr, W. 1994. "The Eighteenth Century Trade between the Ships of the Hudson's Bay Company and the Hudson Strait Inuit". Arctic. 47, no. 3: 236.
- Campbell, N. J. The Oceanography of Hudson Strait. [S.l.]: Atlantic Oceanographic Group, 1958.
- Easton, A. K. Tides of Hudson Strait. Dartmouth, Nova Scotia: Bedford Institute of Oceanography, 1972.
- Gaston, A. J. Seabird Investigations in Hudson Strait Report on Activities in 1980. OLABS Program report. [Canada]: Canadian Wildlife Service, 1981.
- Payne, F. F. Eskimo of Hudson's Strait. Toronto?: s.n.], 1889. ISBN 0-665-09301-2
- 2005. "A Sentry at the Atlantic Gateway – An Experimental Mooring Monitors Water Flow Through Strategic Hudson Strait". Oceanus. 44, no. 3: 30.

## 外部連結
62°N 070°W / 62°N 70°W. 地理名稱數據庫. 加拿大自然資源部.（英文）